# Halichondria lendenfeldi
Halichondria lendenfeldi är en svampdjursart som beskrevs av Claude Lévi 1961. Halichondria lendenfeldi ingår i släktet Halichondria och familjen Halichondriidae.
Artens utbredningsområde är Aldabra. Inga underarter finns listade i Catalogue of Life.